# Игнат Игнатов
Игнат Иванов Игнатов е български физик, професор, доктор на физическите науки. Автор на над 500 научни публикации с над 8000 цитирания в Google Scholar.

## Биография
Игнат Игнатов е роден в Тетевен на 1 януари 1963 г. Фамилията Игнатови е от с. Градина, Плевенско. През 1981 г. завършва гимназия „Георги Бенковски“ в Тетевен. През 1989 г. получава магистърска степен във Физическия факултет на Софийския университет „Климент Охридски“. От 2007 г. Игнат Игнатов е почетен доктор в Европейска академия за естествени науки (Германия). От 2013 г. е професор и доктор на науките в Руската академия по естествознание.
Научните направления и публикации са по биофизика, биохимия, микробиология и биология, био и нано технологии. От 1996 г. e директор на Научноизследователски център по медицинска биофизика. През 2010 г. съвместно с Олег Мосин Игнат Игнатов разглежда възможен сценарий за зараждане на живота в гореща минерална вода. Екип на Маргарита Камбурова открива в Рупите бактерия, която носи името това уникално за България място – Anoxybacillus rupiences sp.  През 2021 г. с Николай Нешев, Георги Глухчев и Димитър Механджиев показва възможността за съществуване на клъстер от 20 водни молекули с размер 0,822 nm. За изследвания на водни клъстери Игнат Игнатов е цитиран в списание на Nature Publishing Group.  В журнали на Nature Publishing Group е цитиран със съавтори за изследване на електрохимично активирани води – анолит и католит. 

От 2012 до 2019 г. българският учен изследва дълголетници и столетници в България. Изследванията са проведени в общини Тетевен, Угърчин, Ябланица, Луковит в област Ловеч  , Родопи в област Пловдив, Смолян и с. Момчиловци в област Смолян , Долни Дъбник и Плевен в област Плевен. Основен извод е, че здравословният статус на дълголетниците е свързан и с баланса във водата и храната на минералите калций, магнезий, цинк, манган, натрий и калий.  
Игнат Игнатов със съавтори провежда изследвания на минералите зеолит  и шунгит  и свойствата на водите, които са филтрирани през тях. Ученият е цитиран в Ministry of Northern Development And Mines in Toronto, Canada. 
Основа на изследванията на вода на Игнат Игнатов са спектралните методи НЕС и ДНЕС, които са разработени от Антон Антонов. 

## Обществена дейност
През 80-те години на ХХ век Игнат Игнатов е бил състезател по културизъм на ЦСКА и финалист на републикански състезания. Понастоящем работи за хидратация при спортисти с различни видове води.  С Ивайло Якимов от ПФК „Лудогорец” публикуват изследвания на параметри на сърдечно-съдовата система и хидратацията.  
През 2010 г. Игнат Игнатов заедно с Община Тетевен създава събитието „Дни на планинска вода“. Провежда се ежегодно на 11 юни.
Редактор е в Българското списание за обществено здраве, Национален център по обществено здраве и анализи, Министерство на здравеопазването.